# مغول (فیلم)
مغول (به انگلیسی: Mongol) فیلمی در ژانر درام تاریخی به کارگردانی سرگئی بودروف است. این فیلم در سال ۲۰۰۷ میلادی ساخته شد و نامزد دریافت جایزه اسکار بهترین فیلم خارجی زبان شد.

## داستان
در سال ۱۱۹۲، تموجین، یک زندانی در شیای غربی است و داستان خود را از طریق مجموعه ای از گذشته‌نمایی بازگو می‌کند.
۲۰ سال قبل (۱۱۷۲)، تموجین در سفری، پدرش یسوکای بهادر را همراهی می‌کند تا دختری را به عنوان همسر آینده خود انتخاب کند، برخلاف میل پدرش، او با بورته ملاقات می‌کند و او را انتخاب می‌کند.
در راه بازگشت به خانه، یسوکای توسط قبیله ای دشمن مسموم می‌شود، در حال نفس کشیدن، به پسرش می‌گوید که اکنون او خان است. با این حال، تارگوتای، ستوان یسوکای، خود را به عنوان خان اعلام می‌کند و قصد دارد رقیب جوان خود را بکشد و …